# Patrick Galbraith
Patrick Galbraith (* 16. dubna 1967 Tacoma, Washington) je americký tenisový funkcionář a bývalý profesionální tenista, který se specializoval na čtyřhru. V letech 1993–1994 byl světovou jedničkou ve čtyřhře. Ve dvou obdobích na čele klasifikace strávil čtyři týdny. Na okruzích Grand Prix a ATP Tour vyhrál třicet šest deblových turnajů. V letech 2019–2020 byl prezidentem Amerického tenisového svazu, když ve funkci nahradil Katrinu Adamsovou.
Na žebříčku ATP byl ve dvouhře nejvýše klasifikován v červnu 1990 na 411. místě a ve čtyřhře pak v říjnu 1993 na 1. místě.
V nejvyšší grandslamové kategorii vyhrál smíšenou čtyřhru na US Open 1994 s Jihoafričankou Elnou Reinachovou a US Open 1996 v páru s krajankou Lisou Raymondovou. Po boku Kanaďana Granta Connella skončili jako poražení finalisté v deblové soutěži Wimbledonu 1993 a 1994. Společně pak ovládli Turnaj mistrů 1995 v Eindhovenu. Během profesionální kariéry v letech 1989–1999 vyhrál deblovou trofej v každé sezóně. Mezi aktivními hráči představovalo jedenáctileté období k roku 1999 druhý nejdelší interval po třináctiletém období Američana Ricka Leache.
V americkém daviscupovém týmu odehrál jediný ročník 1996. Debutoval 1. kolem Světové skupiny proti Mexiku, v němž vyhrál s Patrickem McEnroem čtyřhru. Američané zvítězili 5:0 na zápasy. Ve čtvrtfinále proti Československu pak opět s McEnroem nestačili na Petra Kordu s Danielem Vackem. Čechoslováci vyhráli 3:2 na zápasy. V soutěži nastoupil ke dvěma mezistátním utkáním s bilancí 0–0 ve dvouhře a 1–1 ve čtyřhře.
Před zahájením profesionální kariéry hrál v letech 1986–1989 tenis na Kalifornské univerzitě v Los Angeles, kde získal bakalářský titul. S Brianem Garrowem vyhrál třikrát čtyřhru na americkém celouniverzitním mistrovství a v roce 1988 také na šampionátu NCAA.
Asociace tenisových profesionálů vyhlásila Galbraighta s Cornellem párem roku 1993. V září 1997 se v Seattlu oženil s Tammy Galbraithovou.

## Finále na Grand Slamu

### Mužská čtyřhra: 2 (0–2)
| Stav      | rok  | turnaj    | povrch | spoluhráč     | soupeři ve finále              | výsledek           |
| --------- | ---- | --------- | ------ | ------------- | ------------------------------ | ------------------ |
| Finalista | 1993 | Wimbledon | tráva  | Grant Connell | Todd Woodbridge Mark Woodforde | 5–7, 3–6, 6–7(4–7) |
| Finalista | 1994 | Wimbledon | tráva  | Grant Connell | Todd Woodbridge Mark Woodforde | 6–7(3–7), 3–6, 1–6 |

### Smíšená čtyřhra: 4 (2–2)
| Stav      | rok  | turnaj      | povrch | spoluhráčka     | soupeři ve finále             | výsledek           |
| --------- | ---- | ----------- | ------ | --------------- | ----------------------------- | ------------------ |
| Vítěz     | 1994 | US Open     | tvrdý  | Elna Reinachová | Todd Woodbridge Jana Novotná  | 6–2, 6–4           |
| Vítěz     | 1996 | US Open     | tvrdý  | Lisa Raymondová | Manon Bollegrafová Rick Leach | 7–6(8–6), 7–6(7–4) |
| Finalista | 1997 | French Open | antuka | Lisa Raymondová | Rika Hirakiová Maheš Bhúpatí  | 6–4, 6–1           |
| Finalista | 1998 | US Open     | tvrdý  | Lisa Raymondová | Serena Williamsová Max Mirnyj | 6–2, 6–2           |

## Finále na okruzích Grand Prix a ATP Tour

### Čtyřhra: 55 (36–19)
| Legenda                                       |
| Grand Slam (0–2)                              |
| Turnaj mistrů (1–0)                           |
| ATP Masters Series (5–3)                      |
| ATP International Series Gold (8–4)           |
| Grand Prix / ATP International Series (22–10) |

| Stav      | č.  | datum              | turnaj                               | povrch      | spoluhráč         | soupeři ve finále                    | výsledek           |
| --------- | --- | ------------------ | ------------------------------------ | ----------- | ----------------- | ------------------------------------ | ------------------ |
| Vítěz     | 1.  | 17. července 1989  | Newport, Spojené státy               | tráva       | Brian Garrow      | Neil Broad Stefan Kruger             | 2–6, 7–5, 6–3      |
| Vítěz     | 2.  | 19. února 1990     | Toronto, Kanada                      | koberec     | David Macpherson  | Neil Broad Kevin Curren              | 3–6, 6–3, 6–4      |
| Finalista | 1.  | 15. října 1990     | Berlín, Německo                      | koberec (h) | Kevin Curren      | Pieter Aldrich Danie Visser          | 6–7, 6–7           |
| Vítěz     | 3.  | 22. října 1990     | Lyon, Francie                        | koberec (h) | Kelly Jones       | Jim Grabb David Pate                 | 7–6, 6–4           |
| Vítěz     | 4.  | 4. března 1991     | Rotterdam, Nizozemsko                | koberec (h) | Anders Järryd     | Steve DeVries David Macpherson       | 7–6, 6–2           |
| Vítěz     | 5.  | 8. dubna 1991      | Hongkong                             | tvrdý       | Todd Witsken      | Glenn Michibata Robert Van't Hof     | 6–2, 6–4           |
| Vítěz     | 6.  | 6. května 1991     | Mnichov, Německo                     | antuka      | Todd Witsken      | Anders Järryd Danie Visser           | 7–5, 6–4           |
| Vítěz     | 7.  | 29. července 1991  | Montréal, Kanada                     | tvrdý       | Todd Witsken      | Grant Connell Glenn Michibata        | 6–4, 3–6, 6–1      |
| Vítěz     | 8.  | 20. dubna 1992     | Nice, Francie                        | antuka      | Scott Melville    | Pieter Aldrich Danie Visser          | 6–1, 3–6, 6–4      |
| Vítěz     | 9.  | 4. května 1992     | Madrid, Španělsko                    | antuka      | Patrick McEnroe   | Francisco Clavet Carlos Costa        | 6–3, 6–2           |
| Vítěz     | 10. | 22. června 1992    | Manchester, Velká Británie           | tráva       | David Macpherson  | Jeremy Bates Laurie Warder           | 4–6, 6–3, 6–2      |
| Vítěz     | 11. | 27. července 1992  | Toronto, Kanada                      | tvrdý       | Danie Visser      | Andre Agassi John McEnroe            | 6–4, 6–4           |
| Vítěz     | 12. | 10. srpna 1992     | Los Angeles, Spojené státy           | tvrdý       | Jim Pugh          | Francisco Montana David Wheaton      | 7–6, 7–6           |
| Finalista | 2.  | 9. listopadu 1992  | Paříž, Francie                       | koberec (h) | Danie Visser      | John McEnroe Patrick McEnroe         | 4–6, 2–6           |
| Vítěz     | 13. | 18. ledna 1993     | Auckland, Nový Zéland                | tvrdý       | Grant Connell     | Alexander Antonitsch Alexandr Volkov | 6–3, 7–6           |
| Finalista | 3.  | 8. února 1993      | Dubaj, Spojené arabské emiráty       | tvrdý       | Grant Connell     | John Fitzgerald Anders Järryd        | 2–6, 1–6           |
| Finalista | 4.  | 10. května 1993    | Hamburk, Německo                     | antuka      | Grant Connell     | Paul Haarhuis Mark Koevermans        | 4–6, 7–6, 6–7      |
| Finalista | 5.  | 5. července 1993   | Wimbledon, Londýn, Velká Británie    | tráva       | Grant Connell     | Todd Woodbridge Mark Woodforde       | 5–7, 3–6, 6–7(4–7) |
| Finalista | 6.  | 26. července 1993  | Washington D.C., Spojené státy       | tvrdý       | Grant Connell     | Byron Black Rick Leach               | 4–6, 5–7           |
| Vítěz     | 14. | 18. října 1993     | Tokio, Japonsko                      | koberec     | Grant Connell     | Luke Jensen Murphy Jensen            | 6–3, 6–4           |
| Vítěz     | 15. | 15. listopadu 1993 | Antverpy, Belgie                     | koberec (h) | Grant Connell     | Wayne Ferreira Javier Sánchez        | 6–3, 7–6           |
| Finalista | 7.  | 17. ledna 1994     | Auckland, Nový Zéland                | tvrdý       | Grant Connell     | Patrick McEnroe Jared Palmer         | 2–6, 6–4, 4–6      |
| Finalista | 8.  | 21. února 1994     | Stuttgart, Německo                   | koberec (h) | Grant Connell     | David Adams Andrej Olchovskij        | 7–6, 4–6, 6–7      |
| Vítěz     | 16. | 7. března 1994     | Indian Wells, Spojené státy          | tvrdý       | Grant Connell     | Byron Black Jonathan Stark           | 7–5, 6–3           |
| Finalista | 9.  | 4. července 1994   | Wimbledon, Londýn, Velká Británie    | tráva       | Grant Connell     | Todd Woodbridge Mark Woodforde       | 6–7, 3–6, 1–6      |
| Vítěz     | 17. | 25. července 1994  | Washington D.C., Spojené státy       | tvrdý       | Grant Connell     | Jonas Björkman Jakob Hlasek          | 6–4, 4–6, 6–3      |
| Vítěz     | 18. | August 22, 1994    | New Haven, Spojené státy             | tvrdý       | Grant Connell     | Jacco Eltingh Paul Haarhuis          | 6–3, 7–6           |
| Vítěz     | 19. | 17. října 1994     | Tokio, Japonsko                      | koberec     | Grant Connell     | Byron Black Jonathan Stark           | 6–3, 3–6, 6–4      |
| Vítěz     | 20. | 16. ledna 1995     | Auckland, Nový Zéland                | tvrdý       | Grant Connell     | Luis Lobo Javier Sánchez             | 6–4, 6–3           |
| Vítěz     | 21. | 13. února 1995     | Dubaj, Spojené arabské emiráty       | tvrdý       | Grant Connell     | Tomás Carbonell Francisco Roig       | 6–2, 4–6, 6–3      |
| Vítěz     | 22. | 27. února 1995     | Stuttgart, Německo                   | koberec (h) | Grant Connell     | Cyril Suk Daniel Vacek               | 6–2, 6–2           |
| Finalista | 10. | 26. června 1995    | Nottingham, Velká Británie           | tráva       | Danie Visser      | Luke Jensen Murphy Jensen            | 3–6, 7–5, 4–6      |
| Finalista | 11. | 9. října 1995      | Kuala Lumpur, Malajsie               | koberec     | Grant Connell     | Patrick McEnroe Mark Philippoussis   | 5–7, 4–6           |
| Vítěz     | 23. | 6. listopadu 1995  | Paříž, Francie                       | koberec (h) | Grant Connell     | Jim Grabb Todd Martin                | 6–2, 6–2           |
| Finalista | 12. | 13. listopadu 1995 | Stockholm, Švédsko                   | tvrdý (h)   | Grant Connell     | Jacco Eltingh Paul Haarhuis          | 6–3, 2–6, 6–7      |
| Vítěz     | 24. | 25. listopadu 1995 | Turnaj mistrů, Eindhoven, Nizozemsko | koberec (h) | Grant Connell     | Jacco Eltingh Paul Haarhuis          | 7–6, 7–6, 3–6, 7–6 |
| Vítěz     | 25. | 11. března 1996    | Scottsdale, Spojené státy            | tvrdý       | Rick Leach        | Richey Reneberg Brett Steven         | 5–7, 7–5, 7–5      |
| Finalista | 13. | 1. dubna 1996      | Key Biscayne, Spojené státy          | tvrdý       | Ellis Ferreira    | Todd Woodbridge Mark Woodforde       | 1–6, 3–6           |
| Vítěz     | 26. | 15. dubna 1996     | Hongkong                             | tvrdý       | Andrej Olchovskij | Kent Kinnear Dave Randall            | 6–3, 6–7, 7–6      |
| Vítěz     | 27. | 26. srpna 1996     | Toronto, Kanada                      | tvrdý       | Paul Haarhuis     | Mark Knowles Daniel Nestor           | 7–6, 6–3           |
| Vítěz     | 28. | 11. listopadu 1996 | Stockholm, Švédsko                   | tvrdý (h)   | Jonathan Stark    | Todd Martin Chris Woodruff           | 7–6, 6–4           |
| Vítěz     | 29. | 13. ledna 1997     | Auckland, Nový Zéland                | tvrdý       | Ellis Ferreira    | Rick Leach Jonathan Stark            | 6–4, 4–6, 7–6      |
| Vítěz     | 30. | 24. února 1997     | Memphis, Spojené státy               | tvrdý (h)   | Ellis Ferreira    | Rick Leach Jonathan Stark            | 6–3, 3–6, 6–1      |
| Finalista | 14. | 3. března 1997     | Filadelfie, Spojené státy            | tvrdý       | Ellis Ferreira    | Sébastien Lareau Alex O'Brien        | 3–6, 3–6           |
| Vítěz     | 31. | 23. června 1997    | Nottingham, Velká Británie           | tráva       | Ellis Ferreira    | Danny Sapsford Chris Wilkinson       | 4–6, 7–6, 7–6      |
| Vítěz     | 32. | 13. října 1997     | Vídeň, Rakousko                      | koberec (h) | Ellis Ferreira    | Marc-Kevin Goellner David Prinosil   | 6–3, 6–4           |
| Vítěz     | 33. | 20. října 1997     | Lyon, Francie                        | koberec (h) | Ellis Ferreira    | Olivier Delaître Fabrice Santoro     | 3–6, 6–2, 6–4      |
| Finalista | 15. | 10. listopadu 1997 | Stockholm, Spojené státy             | tvrdý (h)   | Ellis Ferreira    | Marc-Kevin Goellner Richey Reneberg  | 3–6, 6–3, 6–7      |
| Vítěz     | 34. | 19. ledna 1998     | Auckland, Nový Zéland                | tvrdý       | Brett Steven      | Tom Nijssen Jeff Tarango             | 6–4, 6–2           |
| Finalista | 16. | 27. července 1998  | Washington D.C., Spojené státy       | tvrdý       | Wayne Ferreira    | Grant Stafford Kevin Ullyett         | 2–6, 4–6           |
| Finalista | 17. | 11. ledna 1999     | Adelaide, Austrálie                  | tvrdý       | Jim Courier       | Gustavo Kuerten Nicolás Lapentti     | 4–6, 4–6           |
| Finalista | 18. | 18. ledna 1999     | Sydney, Austrálie                    | tvrdý       | Paul Haarhuis     | Sébastien Lareau Daniel Nestor       | 3–6, 4–6           |
| Vítěz     | 35. | 3. května 1999     | Atlanta, Spojené státy               | antuka      | Justin Gimelstob  | Todd Woodbridge Mark Woodforde       | 5–7, 7–6, 6–3      |
| Vítěz     | 36. | 21. června 1999    | Nottingham, Velká Británie           | tráva       | Justin Gimelstob  | Marius Barnard Brent Haygarth        | 5–7, 7–5, 6–3      |
| Finalista | 19. | 13. března 2000    | Scottsdale, Spojené státy            | tvrdý       | David Macpherson  | Jared Palmer Richey Reneberg         | 3–6, 5–7           |

## Chronologie výsledků na velkých turnajích

### Čtyřhra
| Turnaj                | 1987                     | 1988                     | 1989                     | 1990    | 1991    | 1992    | 1993    | 1994    | 1995    | 1996    | 1997    | 1998    | 1999    | 2000    | SR     | V–P    |
| --------------------- | ------------------------ | ------------------------ | ------------------------ | ------- | ------- | ------- | ------- | ------- | ------- | ------- | ------- | ------- | ------- | ------- | ------ | ------ |
| Grand Slam            |                          |                          |                          |         |         |         |         |         |         |         |         |         |         |         |        |        |
| Australian Open       | A                        | A                        | A                        | 1. kolo | 2. kolo | 1. kolo | 2. kolo | 1. kolo | 2. kolo | SF      | ČF      | ČF      | ČF      | 1. kolo | 0 / 11 | 16–11  |
| French Open           | A                        | A                        | A                        | 1. kolo | 1. kolo | 3. kolo | 1. kolo | SF      | 2. kolo | 2. kolo | 2. kolo | ČF      | 1. kolo | 1. kolo | 0 / 11 | 12–11  |
| Wimbledon             | A                        | A                        | A                        | 2. kolo | ČF      | 2. kolo | F       | F       | 1. kolo | 3. kolo | 3. kolo | ČF      | 3. kolo | 2. kolo | 0 / 11 | 25–11  |
| US Open               | A                        | 1. kolo                  | 3. kolo                  | SF      | 2. kolo | 3. kolo | 2. kolo | 1. kolo | SF      | 2. kolo | 1. kolo | 1. kolo | A       | 2. kolo | 0 / 12 | 16–12  |
| Grand Slam SR         | 0 / 0                    | 0 / 1                    | 0 / 1                    | 0 / 4   | 0 / 4   | 0 / 4   | 0 / 4   | 0 / 4   | 0 / 4   | 0 / 4   | 0 / 4   | 0 / 4   | 0 / 3   | 0 / 4   | 0 / 45 | —      |
| výhry–prohry          | 0–0                      | 0–1                      | 2–1                      | 5–4     | 5–4     | 5–4     | 7–4     | 9–4     | 6–4     | 8–4     | 6–4     | 9–4     | 5–3     | 2–4     | N/A    | 69–45  |
| ATP Masters Series    |                          |                          |                          |         |         |         |         |         |         |         |         |         |         |         |        |        |
| Indian Wells          | Ne ATP Masters před 1990 | Ne ATP Masters před 1990 | Ne ATP Masters před 1990 | ČF      | ČF      | 2. kolo | 2. kolo | Vítěz   | ČF      | 1. kolo | 2. kolo | 2. kolo | ČF      | 2. kolo | 1 / 11 | 15–10  |
| Miami                 | Ne ATP Masters před 1990 | Ne ATP Masters před 1990 | Ne ATP Masters před 1990 | A       | 1. kolo | 2. kolo | 2. kolo | 2. kolo | SF      | F       | 2. kolo | 3. kolo | 2. kolo | SF      | 0 / 10 | 12–10  |
| Monte-Carlo           | Ne ATP Masters před 1990 | Ne ATP Masters před 1990 | Ne ATP Masters před 1990 | 2. kolo | SF      | 2. kolo | 2. kolo | ČF      | 2. kolo | A       | ČF      | A       | A       | 1. kolo | 0 / 8  | 6–8    |
| Řím                   | Ne ATP Masters před 1990 | Ne ATP Masters před 1990 | Ne ATP Masters před 1990 | 1. kolo | A       | 1. kolo | 1. kolo | 1. kolo | 2. kolo | SF      | 2. kolo | ČF      | A       | 1. kolo | 0 / 9  | 7–9    |
| Hamburk               | Ne ATP Masters před 1990 | Ne ATP Masters před 1990 | Ne ATP Masters před 1990 | A       | ČF      | ČF      | F       | 2. kolo | ČF      | SF      | SF      | A       | A       | 1. kolo | 0 / 8  | 12–8   |
| Kanada                | Ne ATP Masters před 1990 | Ne ATP Masters před 1990 | Ne ATP Masters před 1990 | A       | Vítěz   | Vítěz   | SF      | 2. kolo | SF      | Vítěz   | 2. kolo | 2. kolo | A       | A       | 3 / 8  | 18–5   |
| Cincinnati            | Ne ATP Masters před 1990 | Ne ATP Masters před 1990 | Ne ATP Masters před 1990 | 2. kolo | 2. kolo | ČF      | SF      | ČF      | ČF      | 2. kolo | ČF      | 1. kolo | A       | 1. kolo | 0 / 10 | 10–10  |
| Stuttgart (Stockholm) | Ne ATP Masters před 1990 | Ne ATP Masters před 1990 | Ne ATP Masters před 1990 | ČF      | SF      | 2. kolo | SF      | 2. kolo | SF      | 2. kolo | 2. kolo | A       | A       | A       | 0 / 8  | 8–8    |
| Paříž                 | Ne ATP Masters před 1990 | Ne ATP Masters před 1990 | Ne ATP Masters před 1990 | 2. kolo | SF      | F       | ČF      | SF      | Vítěz   | 1. kolo | SF      | A       | A       | A       | 1 / 8  | 15–7   |
| Masters Series SR     | N/A                      | N/A                      | N/A                      | 0 / 6   | 1 / 8   | 1 / 9   | 0 / 9   | 1 / 9   | 1 / 9   | 1 / 8   | 0 / 9   | 0 / 5   | 0 / 2   | 0 / 6   | 5 / 80 | —      |
| výhry–prohry          | —                        | —                        | —                        | 6–6     | 13–7    | 16–8    | 12–9    | 9–8     | 13–8    | 15–7    | 7–9     | 5–5     | 2–2     | 5–6     | N/A    | 103–75 |
| Konečný žebříček      | 740.                     | 508.                     | 69.                      | 20.     | 9.      | 13.     | 2.      | 7.      | 6.      | 10.     | 9.      | 28.     | 50.     | 73.     | —      | —      |

| Legenda | Legenda                                   | Legenda | Legenda                     |
| ------- | ----------------------------------------- | ------- | --------------------------- |
| SR      | poměr vyhraných turnajů ku všem odehraným | W–L V–P | výhry–prohry                |
| NH      | daný rok se turnaj nekonal                | A       | turnaje se hráč nezúčastnil |
| 1Q / LQ | prohra v (kole) kvalifikace               | 1k / 1R | prohra v daném kole turnaje |
| QF / ČF | prohra ve čtvrtfinále                     | SF      | prohra v semifinále         |
| F       | prohra ve finále                          | Vítěz   | vítězství v turnaji         |